# 7854 Laotse
7854 Laotse este o planetă minoră (asteroid), cu un diametru de 3,151 km, din centura de asteroizi. A fost descoperită pe 17 octombrie 1977 la Observatorul Palomar de Cornelis Johannes van Houten și a fost numită după Lao Zi. 
Obiectul prezintă o orbită caracterizată de o semiaxă mare de 2,253407 UAi, o excentricitate de 0,18, o înclinație de 6,64957 ° în raport cu ecliptica.